# Karl Pärsimägi
Karl Pärsimägi (11. května 1902 Oe – 27. červenec 1942 Auschwitz) byl estonský malíř.
Pocházel z rodiny bohatých sedláků. Bojoval v estonské osvobozenecké válce a vysloužil si medaili. Po válce studoval na umělecké škole Pallas v Tartu pod vedením Konrada Mägiho a Ado Vabbeho a pak v Německu u Antona Starkopfa. Pärsimägiho malířský styl spojoval vlivy fauvismu a estonského folklóru, pro zálibu v kontrastních barevných plochách byl srovnáván s Henrim Matissem. Vytvářel portréty a krajiny, věnoval se olejomalbě, akvarelu i grafice.
Od roku 1937 žil v Paříži a navštěvoval Colarossiho akademii. Ve Francii ho zastihlo vypuknutí druhé světové války a okupace Estonska sovětskou armádou. Zapojil se do odbojové činnosti, byl zatčen gestapem, uvězněn v internačním táboře v Drancy a poté odeslán do Osvětimi, kde zahynul.
V době sovětské nadvlády nad Estonskem bylo Pärsimägiho dílo odsouzeno k zapomenutí, zájem o jeho tvorbu zesílil díky výstavě ke stému výročí umělcova narození v Muzeu umění Tartu.

## Galerie

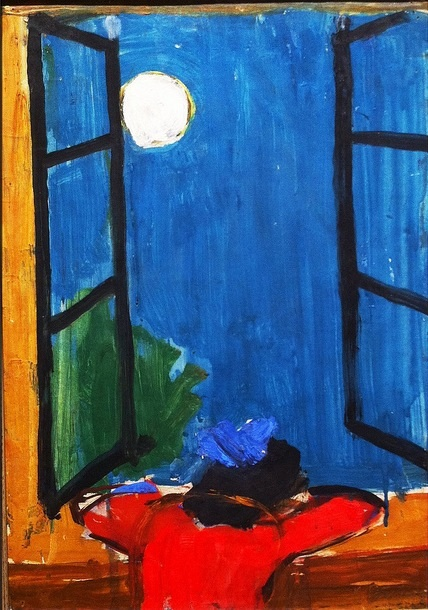
Dívka a měsíc
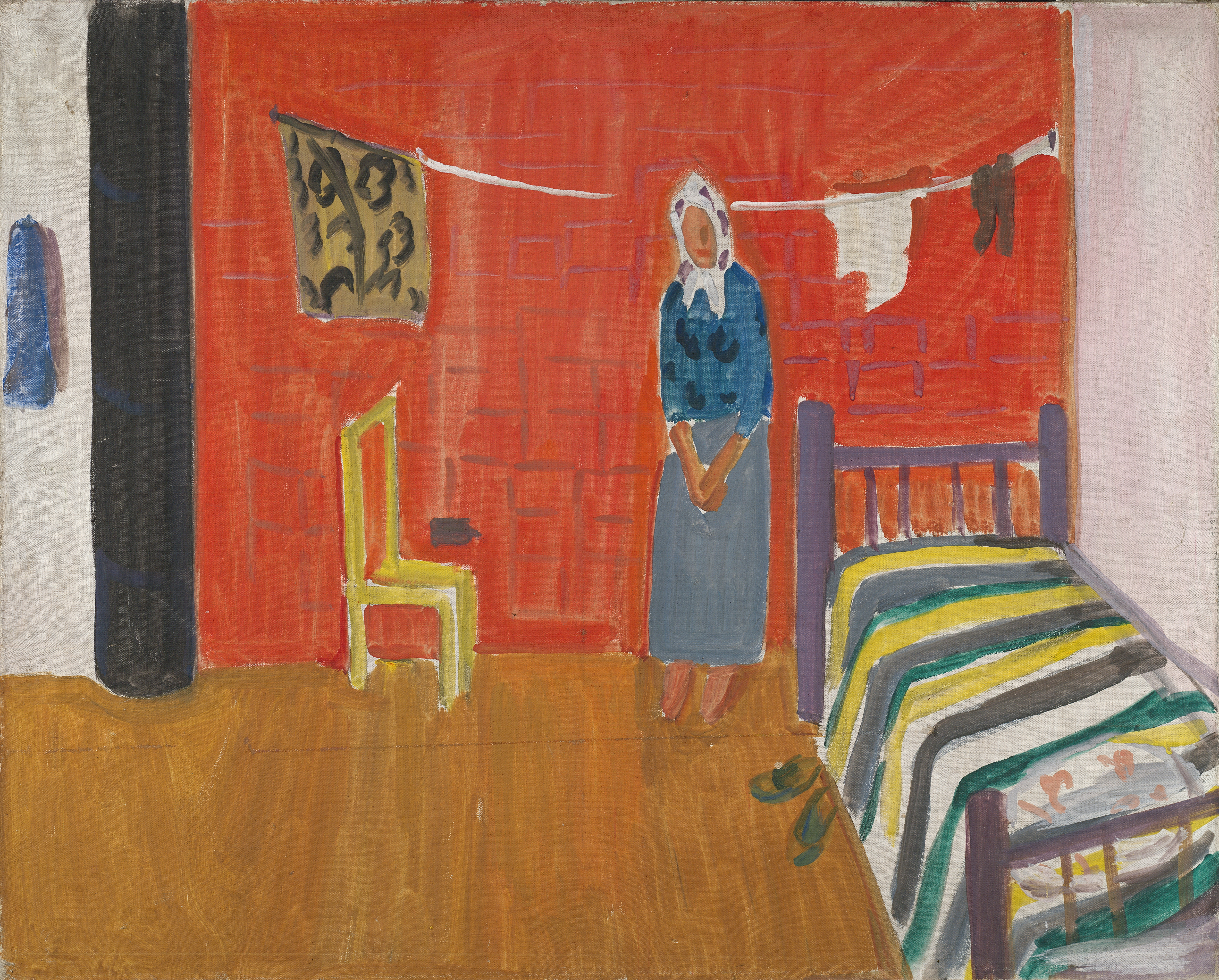
Venkovská jizba s pecí
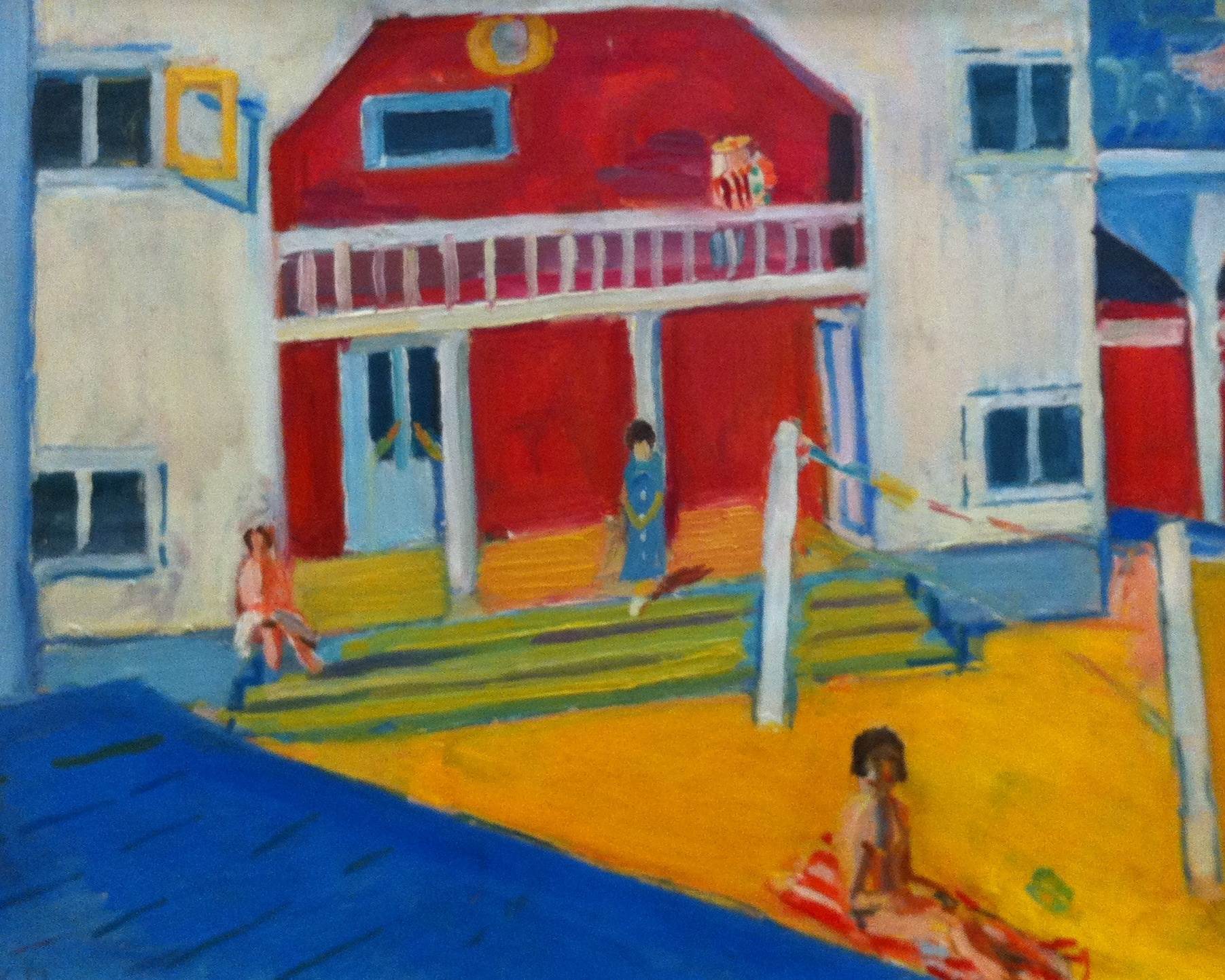
V parku
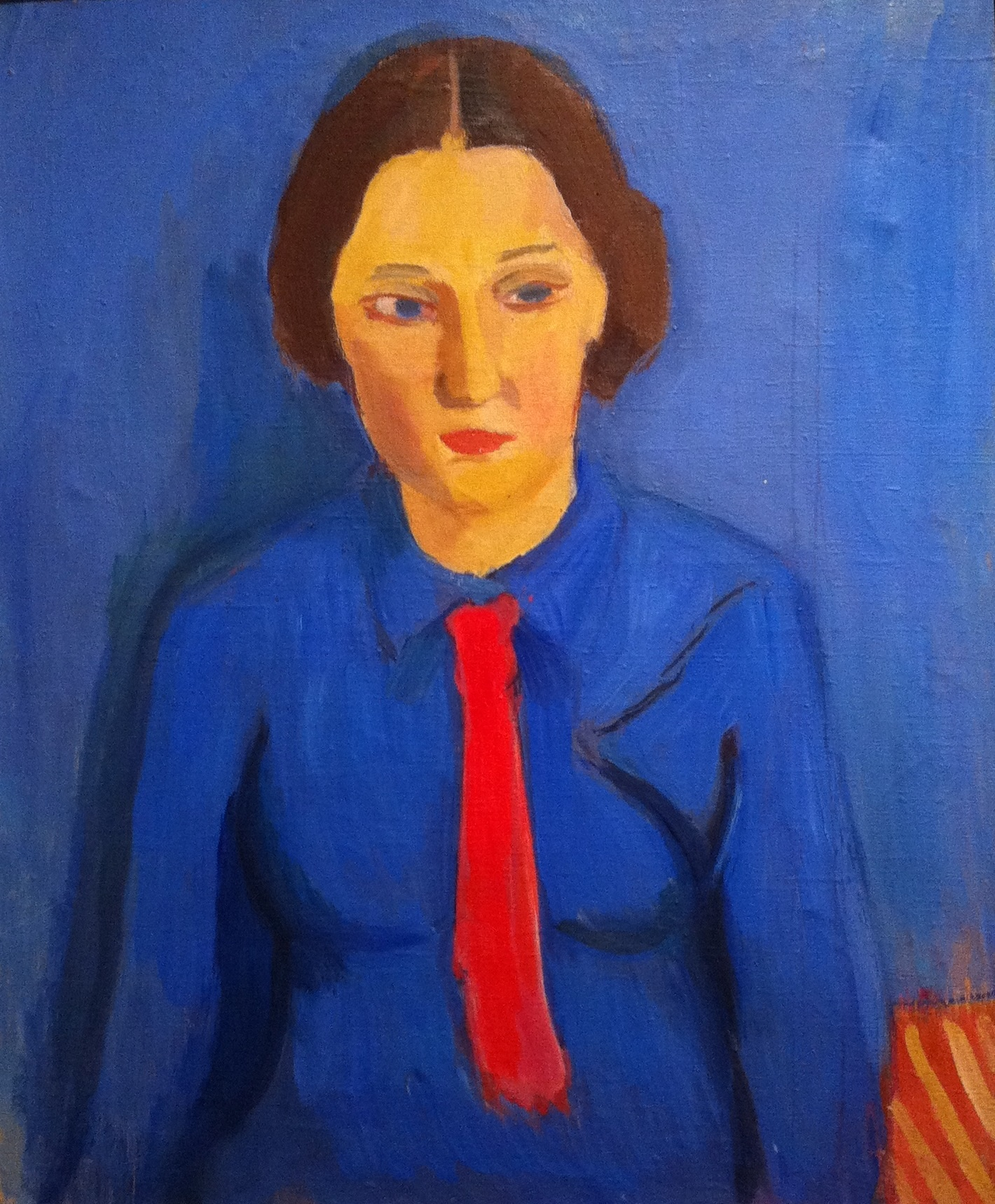
Portrét ženy
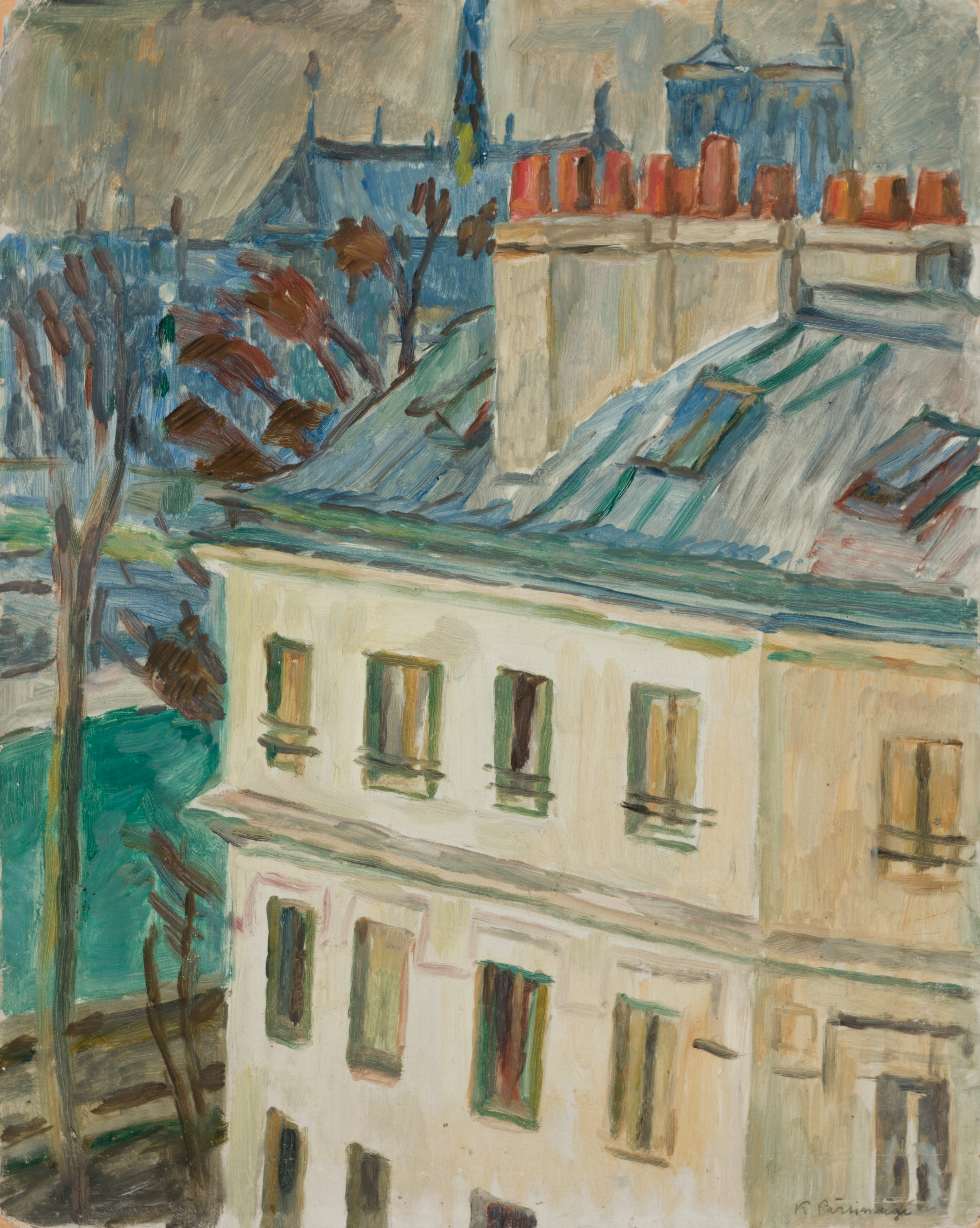
Paříž